# Rhopophilus
Rhopophilus és un gènere d'ocells de la família dels paradoxornítids (Paradoxornithidae), tot i que sovint encara se'l troba classificat amb els sílvids (Sylviidae).

## Taxonomia
Segons la Classificació del Congrés Ornitològic Internacional (versió 11.1, 2021) aquest gènere conté dues espècies:
- Rhopophilus albosuperciliaris - Ropòfil del Tarim.
- Rhopophilus pekinensis - Ropòfil de Pequín.

Anteriorment el gènere Rhopophilus va estar classificat en les famílies del cisticòlids (Cisticolidae) i dels timàlids (Timaliidae). Després se'l traslladà a la família dels sílvids (Sylviidae) quan es demostrà la seva proximitat genètica amb els membres del gènere Sylvia.
El Congrés Ornitològic Internacional, en la seva llista mundial d'ocells (versió 10.2, 2020) el transferí finalment a la família dels paradoxornítids (Paradoxornithidae). Tanmateix, el Handook of the Birds of the World i la quarta versió de la BirdLife International Checklist of the birds of the world (Desembre 2019), aquest tàxon apareix classificat encara dins de la família dels sílvids.